# 16e bataillon de chasseurs à pied
Le 16e bataillon de chasseurs à pied est une unité d'infanterie de l'Armée de terre française.
Il est le dernier des sept bataillons de chasseurs mécanisés qui étaient inscrits à l'ordre de bataille en 1980.
Il tient garnison à Bitche en Moselle depuis l'été 2010 et Vincennes est sa ville marraine depuis le 10 octobre de la même année. En 2011, il est la troisième unité d'infanterie à recevoir le système FELIN.

## Création et changements d'appellation
- 1854 : création du 16e bataillon de chasseurs à pied (16e BCP) ;
- 1940 : le 7 février, il devient le 16e bataillon de chasseurs portés ;

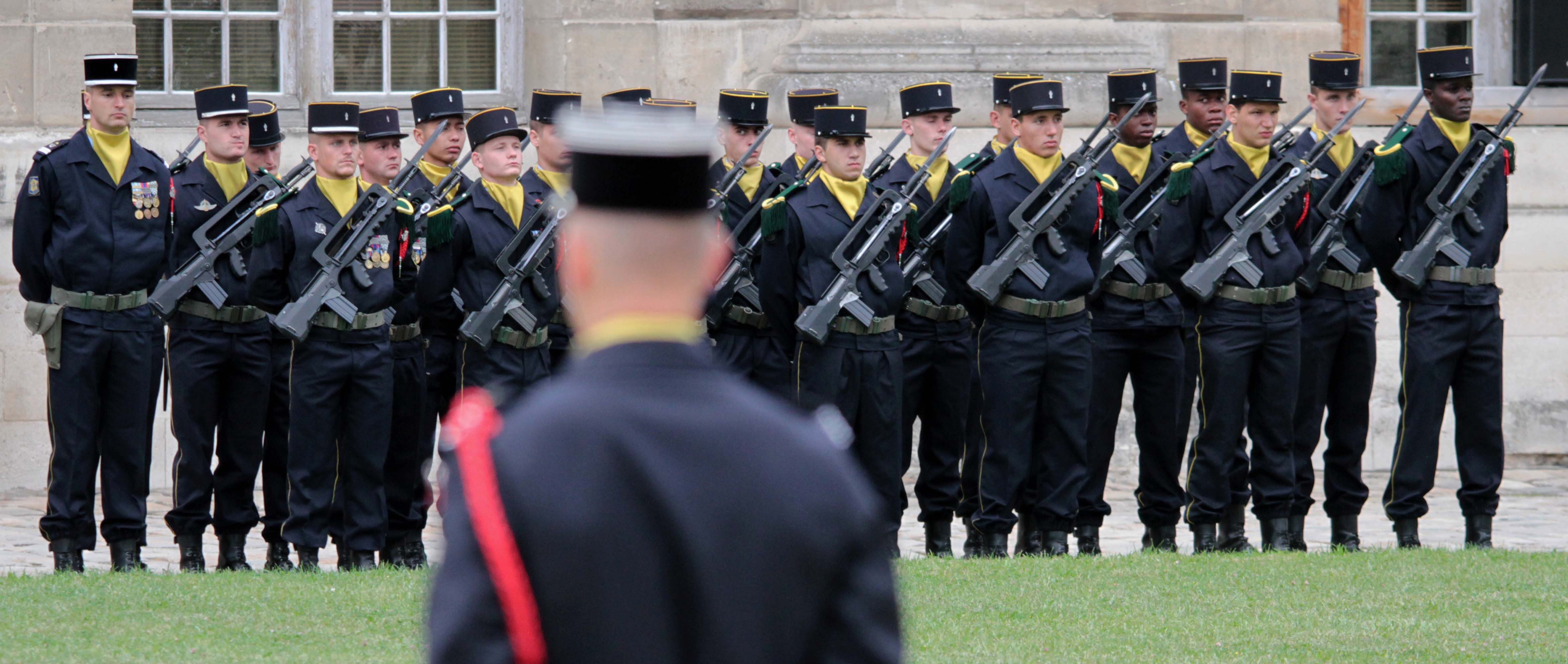
Chasseurs du 16e GC à Vincennes le 17 septembre 2011

- 1940 : fin juin, dissolution du bataillon ;
- 1940 : le 1er septembre, nouvelle création du 16e bataillon de chasseurs à pied dans l’armée d'armistice ;
- 1942 : 27 novembre, démobilisation du 16e BCP ;
- 1944 : 20 octobre, nouvelle création du 16e bataillon de chasseurs à pied ;
- 1945 : devient le 16e bataillon de chasseurs portés ;
- 1946 : redevient le 16e bataillon de chasseurs à pied ;
- 1947 : existence éphémère d'un 216e bataillon de chasseurs ;
- 1959 : nouvelle dissolution ;
- 1963 : en mai, création du 16e groupe de chasseurs portés (16e GCP) à partir du 16e régiment de tirailleurs tunisiens ;
- 1968 : devient le 16e groupe de chasseurs mécanisés (16e GCM) ;
- 1977 : devient le 16e groupe de chasseurs (16e GC) ;
- 2002 : devient le 16e bataillon de chasseurs (16e BC) ;
- 1er janvier 2019 : redevient le 16e bataillon de chasseurs à pied (16e BCP).

## Historique des garnisons, combats et batailles du16eBCP

### Second Empire
Le 16e bataillon de chasseurs à pied est formé à Grenoble le 15 janvier 1854 et son commandement confié au chef de bataillon Esmieux.
Du 16 octobre 1855 au 5 juillet 1856, le 16e participe à la campagne de Crimée, tristement célèbre pour les conditions sanitaires déplorables qui ont été le lot quotidien du corps expéditionnaire. Charles Ardant du Picq, deuxième chef de corps, décrit sans fard ces tristes conditions dans son livre Études sur le combat.
Rentré en France, le bataillon prend ses quartiers à Toulouse où il reste jusqu'en 1860.
Le 5 août 1860, il embarque à Marseille pour Beyrouth afin de participer à l'expédition en Syrie montée par la France avec d'autres nations européennes. Cette expédition, que l'on qualifierait aujourd'hui d'humanitaire, vise essentiellement à calmer les esprits après les massacres de chrétiens perpétrés par les Druzes dans le mont Liban. La mission du bataillon consistant, notamment, à protéger les fouilles autour de Djebaïl puis de Saïda en Syrie (aujourd'hui Byblos et Sidon au Liban), il en rapporte le surnom de « 16e bataillon de piocheurs ».
De retour de Syrie, il reprend ses cantonnements à Toulouse, puis entame un long périple qui le conduit à Vincennes en 1861, à Paris en 1863, à Strasbourg en 1866 et enfin à Besançon en 1870, d'où il part pour la guerre de 1870.
Le 19 juillet 1870, le bataillon appartient à la  2e division d'infanterie du 1er corps d'armée de l'armée du Rhin. Immédiatement engagé sur la frontière allemande, il se distingue notamment à Wissembourg puis à Niederbronn-les-Bains, à quelques kilomètres de sa garnison actuelle, lors de la bataille de Frœschwiller-Wœrth. Après un repli sur Châlons, le 1er corps d'armée se dirige vers la frontière des Ardennes où se livre la terrible bataille de Sedan qui conduit à la capitulation de Napoléon III. Une partie du bataillon est assiégée à Bitche.
Comme le reste de l'armée vaincue à Sedan, le 16e part alors en captivité en Allemagne.
À Paris, dès l'annonce de la capitulation des révoltes éclatent, l’Empire est déchu et la République proclamée. Les nouvelles autorités tentent de poursuivre tant bien que mal la lutte. Ainsi, le dépôt du 16e à Besançon reçoit l'ordre de mettre sur pied quatre compagnies provisoires qui constitueront le 16e de marche. Ce nouveau bataillon rejoint l'armée de la Loire et se bat admirablement à Orléans, puis à Beaugency et enfin près du Mans.
Toutefois, le 29 janvier 1871, l'armistice est signé et la guerre se termine par une cuisante défaite : perte de l'Alsace et de la Lorraine, indemnité de guerre de cinq milliards de francs or, isolement diplomatique total.
L'armée impériale, mal entraînée, mal équipée mais aussi bien mal commandée, n'a guère tenu plus de trois semaines et celle de la République quelques mois.

### 1871 à 1914
Au mois d'avril 1871, les cadres et chasseurs de l'ancien bataillon reviennent de captivité ; comme leurs frères d'arme de l'ancienne armée du Rhin, ils sont aussitôt engagés par la toute jeune Troisième République pour mettre un terme aux mouvements révolutionnaires qui ont éclaté dans les grandes villes. Le 16e participe à la répression des troubles de la Guillotière (quartier de Lyon situé sur la rive gauche du Rhône) jusqu'en juin.
Durant l'été 1871, les différents détachements du 16e (bataillon de marche, élément rentré de captivité et compagnies de dépôt) sont regroupés au camp de Sathonay et fusionnent pour constituer un nouveau 16e BCP. L'amalgame se termine le 15 septembre, date à laquelle le bataillon reçoit l'ordre de tenir garnison dans Lyon.
Pendant les années d'après-guerre, dans une atmosphère générale toute imprégnée de patriotisme et de militarisme (l'« esprit de revanche » ou revanchisme), le bataillon connaît alors une intense période de formation et d'entraînements. Il change aussi régulièrement de garnison et se rapproche de la ligne bleue des Vosges chère à Jules Ferry : Clermont-Ferrand (1876-1876), Embrun dans les Hautes-Alpes (1876-1877), Lille et enfin Labry, en Meurthe-et-Moselle.
Durant cette période, toute l'armée est réorganisée et notamment ses réserves. Ainsi, le 22 septembre 1892, est créé le 56e bataillon de chasseurs à pied, formé par les anciens chasseurs ayant effectué leur service militaire au 16e BCP. Ce bataillon inscrit l'une des plus belles pages de gloire de l'armée française, les 21 et 22 février 1916, à Verdun.

### Première Guerre mondiale
Le bataillon est rattaché durant la totalité du conflit à la 42e division d'infanterie.

#### 1914
- 6 août : baptême du feu sous les ordres du chef de bataillon Chenèble, à quelques kilomètres de sa garnison, à la ferme de Trembloy, entre Briey et Labry. Le bataillon perd 80 hommes.
- septembre : repli sur la Marne, intégré à la 42e division d’infanterie, le bataillon combat lors de la bataille de la Marne (bataille des Marais de Saint-Gond) au bois de Chapton, à Mondement, à Normée ; puis poursuite des troupes allemandes vers le fort de la Pompelle et la ferme d'Alger.
- octobre - décembre : course à la mer, combat sur le front de l'Yser pour bloquer les tentatives allemandes de franchissement de la rivière.

30 octobre : assaut particulièrement audacieux, de nuit à la baïonnette, qui permet d'enlever définitivement le village de Ramscapelle, petite bourgade proche de Nieuport, il est soutenu par des tirailleurs algériens et des zouaves et des éléments du 6e régiment de ligne belge. Le général commandant la 42e DI viendra en personne féliciter le chef de corps pour cette action qui met un terme à la course à la mer. Ramscapelle sera la première inscription à apparaître sur son fanion.

#### 1915
- janvier - août : en ligne en Argonne, début de la guerre de tranchées. Sa brillante participation à cette bataille de stabilisation, notamment dans le secteur de Bagatelle, lui vaut l'attribution de la Croix de guerre 1914-1918 et sa première citation à l'ordre de l'armée.
- août : retrait du front et repos au camp de Mourmelon.
- septembre 1915 - février 1916 : en ligne vers Domremy et Douai, à l'est d'Aubérive (à quelques kilomètres de l'actuel camp de Suippes).

25 septembre-6 octobre : engagé dans la seconde bataille de Champagne (le 25 septembre, après l'attaque ses effectifs sont réduits à 150 hommes).

#### 1916
- mars -  septembre : engagé dans la bataille de Verdun d'abord sur la rive droite de la Meuse dans le secteur de Froideterre et de Thiaumont, puis sur la rive gauche de la Meuse dans le secteur de Chattancourt, du Mort-Homme.
- septembre - décembre : retrait du front et transport dans la Somme, engagé dans la bataille de la Somme. Combats du bois de Saint Pierre Vaast, puis de Sailly-Saillisel et enfin ceux du ravin de Maurepas où il se voit attribuer une deuxième citation ainsi que la fourragère aux couleurs de la croix de guerre. Puis mouvement en Champagne au cours de décembre.

#### 1917
- janvier - avril : alternance de période de repos et de période d'occupation d'un secteur entre Reims et Soissons.
- avril - mai : engagé dans la bataille du Chemin des Dames, combat vers Berry-au-Bac où son brillant comportement lui vaut une troisième citation.
- juin - août : mouvement vers Verdun, engagée au cours du mois d'août dans la bataille de Verdun sur la rive droite de la Meuse, vers le bois de Wavrille, Beaumont et le bois des Fosses. Il obtient une quatrième citation avec attribution de la fourragère aux couleurs de la médaille militaire.
- septembre - octobre : occupation d'un secteur dans la région des Éparges.
- novembre 1917 - avril 1918 : occupation d'un secteur vers Bois Le Prêtre.

#### 1918
- avril - août : déplacement dans la Somme, pour s'opposer à la progression allemande lors des offensives de printemps. En août, engagée dans la bataille de Picardie, combats vers Roye et Amiens, puis à Fresnoy-en-Chaussée, il y obtient une cinquième citation. À l'automne, il se bat une nouvelle fois en Champagne où il apprendra la fin des hostilités.
- 19 décembre 1918 : le 16e bataillon occupe Homburg en Sarre allemande, il y reçoit sa sixième citation ainsi que le droit de porter la fourragère aux couleurs de la Légion d'honneur.
- Une septième citation lui sera accordée rétrospectivement pour les combats menés en août 1914.

#### Pertes
Pendant les 52 mois de guerre qu'il vient de vivre, le 16e bataillon de chasseurs a vu 3 054 des siens, tous grades confondus, tomber au champ d'honneur.

### Seconde Guerre mondiale
En garnison à Metz puis à Saint-Avold, le 16e bataillon appartient à la 11e division lorsque la guerre est déclarée. Le 9 septembre, il pénètre en Allemagne avec sa division et prend position en Sarre. Quelques jours plus tard, l'ordre de repli arrive. Après diverses opérations de faible envergure à la frontière, le 16e bataillon est envoyé au repos à Château-Salins.
- 6 avril 1940 : il est désigné pour faire partie de la 3e division cuirassée (3e DCr) montée à la hâte devant le péril imminent. Devenu bataillon de chasseurs portés, le 16e bataillon ne perçoit qu'environ 50 % du matériel de dotation.
- mai : après le début de l'offensive allemande, le 10 mai. Le 13 mai, le front est percé à Sedan et la Meuse franchie par les éléments de tête du 19e corps blindé du général Guderian.

14 mai : les divisions blindées (Panzerdivisionen, abréviation Pz-Div) franchissent à leur tour la Meuse et attaquent en direction de l'ouest (1re et 2e Pz-Div) et du sud (10e Pz-Div et régiment d'infanterie Grossdeutschland (IRGD) pour élargir la tête de pont.
14 - 18 mai : le haut commandement français tente de colmater la brèche avec le groupement Flavigny (3e DCr, 3e DIM et reliquats de la 5e DLC) : ce sont les très violents combats de Stonne où ces unités d'active affrontent la 10e Pz-Div et le IRGD. Le bataillon participera à cette bataille en interdisant les ponts du canal des Ardennes devant Tannay, au sud-ouest du dispositif. Les combats sont très durs et près de 40 % de ses effectifs disparaissent (150 tués[réf. nécessaire]).
26 mai : à l'arrière, notamment dans la région de Stonne et sur le canal des Ardennes, les combats se poursuivent. La 3e DCr, durement éprouvée, se replie vers le centre des Ardennes.
- juin : le 4 juin la bataille de Dunkerque se termine. Le 5 juin commence la seconde phase des opérations.

10 juin : combats à Perthes où le bataillon perd 45 hommes sur les 250 qui lui restent.
12 juin : combats à la ferme de Vadenay.
13 - 14 juin : le 16e bataillon tente d'interdire le franchissement de la Marne. C'est dans la région de Flavigny, le 17 juin, qu'il reçoit l'ordre de cesser le combat.
17 juin : au soir, le chef de corps ordonne aux survivants de se séparer et de partir en petits groupes plein Sud, vers le Nivernais, où presque tous se retrouveront trois semaines plus tard, juste avant la dissolution officielle du bataillon. Près de 250 des combattants du BCP (9 officiers, 41 sous-officiers et environ 200 chasseurs) ont laissé leur vie au combat et pour son action sur le canal des Ardennes, le bataillon sera cité à l'ordre de l'armée et autorisé à inscrire « Tannay » dans les plis de son fanion.

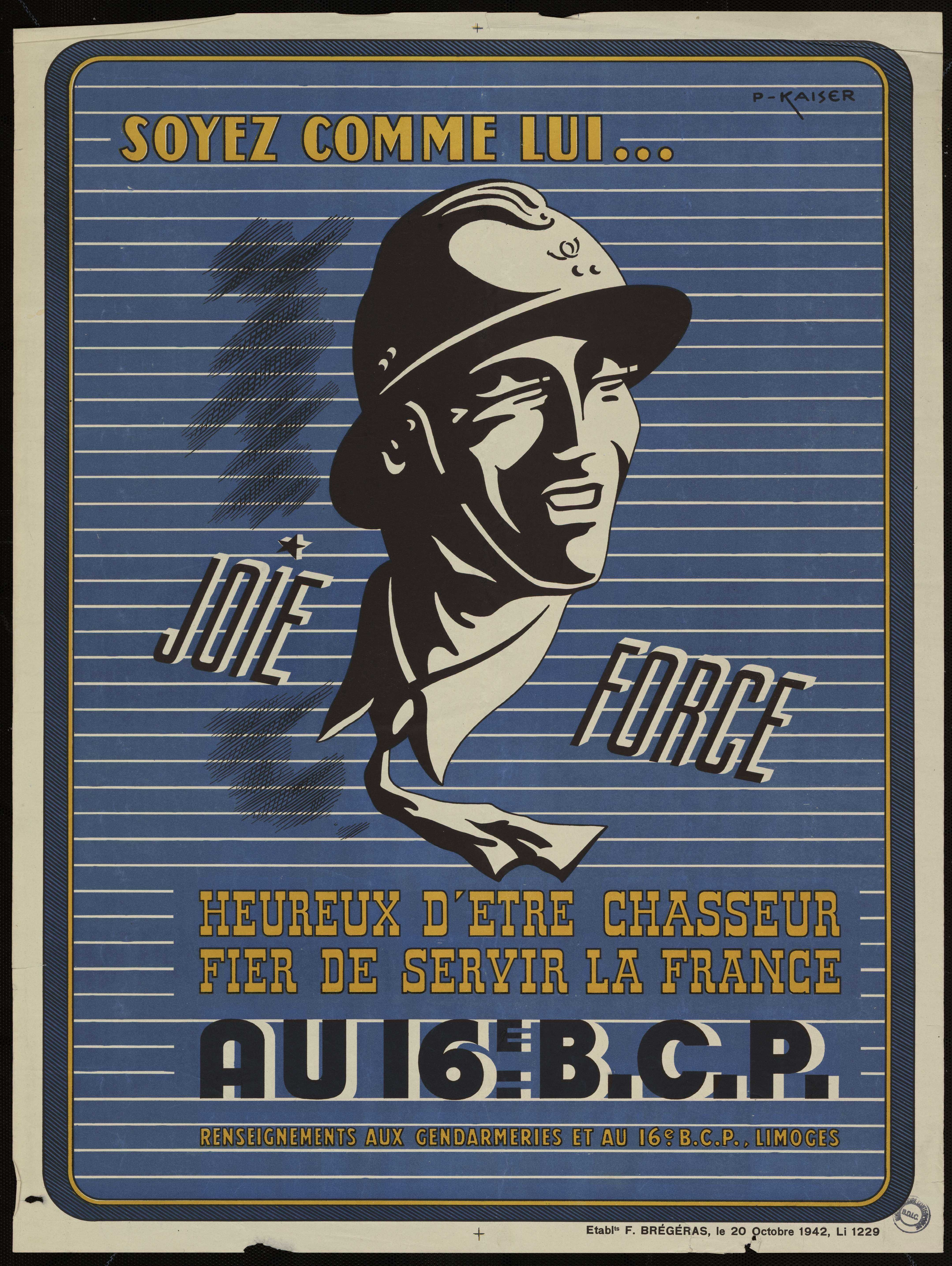
Affiche de recrutement pour le 16e BCP sous Vichy : Soyez comme lui : heureux d'être chasseur, fier de servir la France.

- 1er septembre 1940 : le 16e bataillon est reformé en zone libre, à Limoges pour faire partie de la 1re demi-brigade de chasseurs à pied. Il y restera jusqu'à la dissolution de l'Armée d'armistice, fin novembre 1942, juste après l'occupation de la zone libre par les Allemands. Plusieurs officiers et sous-officiers rejoignent alors l'Organisation de résistance de l'Armée (ORA) et participent activement aux différentes actions qui sont menées.
- 6 juin 1944 : les Alliés débarquent en Normandie (Opération Overlord).
- 20 octobre : le 16e BCP est reformé à partir de différents éléments issus du maquis. Après une instruction accélérée, il est affecté au XXe corps d'armée US avec lequel il prend une part active à la libération de Metz, du 18 au 22 novembre. C'est avec cette grande unité que le Bataillon termine la guerre dans la région de Mayence, sur les bords du Rhin. Il effectue des opérations de police en Allemagne jusqu'en 1946, date à laquelle il rejoint Arras, sa nouvelle garnison.

### Des guerres d'indépendance à laguerre froide
Une fois installé dans la citadelle d'Arras, le 16 s'aligne sur ses nouvelles structures et entreprend un cycle d'instruction et d'entraînement qui le font s'éloigner parfois pendant plusieurs mois : ce sera notamment le cas de juillet à décembre 1947, lors de sa participation à des exercices en petite Kabylie.
C'est durant cette période que la base arrière du 16 va devoir constituer un bataillon un peu particulier mis sur pied par le gouvernement de l'époque pour faire face à une situation sociale très tendue dans le Nord. Composée de rappelés disponibles de la classe 45, cette unité à l'existence éphémère (un peu plus d'un mois) a été nommé 216e bataillon de chasseurs.
Si la participation du 16 à la guerre d'Indochine se limite à l'envoi de renforts individuels (un capitaine et trois lieutenants y laisseront la vie en combattant), il n'en est pas de même de la guerre d'Algérie où le bataillon débarque le 22 novembre 1954. D'abord pour interdire la frontière tunisienne, ensuite pour maintenir l'ordre en Kabylie. Il retrouve Arras à la fin du mois de juin 1955 en ayant été cité six fois à l'ordre de la division et dix fois à l'ordre de la brigade.
Le repos est de courte durée puisqu'il embarque pour le Maroc dès les premiers jours d'octobre 1955. Après un bref séjour à Rabat, le bataillon rejoint la frontière algéro-marocaine, en pleine montagne, où il mène de nombreuses opérations dites de « pacification ». En mars 1956, le Maroc accède à l'indépendance, le 16 est engagé dans la défense de la frontière pendant encore quelques mois encore, puis progressivement, comme le reste de l'armée française, il est désengagé de ce pays désormais autonome. Cette situation se traduit par la dissolution du bataillon le 13 janvier 1959, les cadres et chasseurs étant mutés aux unités en opérations en Algérie. Seul subsiste alors un centre d'instruction à Arras (CI/16e BCP), c'est lui qui, tout naturellement, devient le gardien des traditions.
C'est le 24 mai 1963 qu'est à nouveau créé un 16e bataillon de chasseurs, à partir des éléments du 16e régiment de tirailleurs mécanisés. La nouvelle appellation est « groupe de chasseurs portés ». Les traditions des tirailleurs étaient fortes, mais progressivement ce sont celles des chasseurs qui vont s'imposer et cela d'autant plus rapidement que le CI/16e BCP est dissout le 31 janvier 1964. Les troubles de la décolonisation s'estompent petit à petit et la vie de garnison reprend ses droits avec son lot d'instruction et d'entraînements aux rythmes des incorporations des recrues du contingent.
1968 est une année importante pour le 16 : d'une part, il change d'appellation pour devenir le 16e groupe de chasseurs mécanisés ; d'autre part, il rejoint la garnison de Saarburg et intègre la 1re brigade mécanisée (PC à Saarburg) de la 1re division (PC à Trèves, Trier en allemand) au sein des forces françaises en Allemagne.
Avec la petite ville de Saarburg, c'est le début d'une longue amitié qui va durer 42 ans, ce qui en fait la garnison dans laquelle le 16 est resté le plus longtemps depuis sa création. Le bataillon tissera des liens étroits avec toute une partie de la population de Saarburg même, mais aussi des villages environnants avec lesquels chaque compagnie va se jumeler.
Avec l'installation à Saarburg, c'est une nouvelle ère qui commence pour le bataillon : celle du corps blindé mécanisé (CBM) qui s'inscrit ouvertement dans l'hypothèse d'un affrontement est-ouest, plus connu sous le nom de « guerre froide » et qui ne s'achèvera qu'après la chute du mur de Berlin et l'éclatement du pacte de Varsovie au tout début des années 1990.
Durant toutes ces années, le bataillon va vivre une période d'excellence tant dans le domaine de l'instruction, que dans celui de l'entraînement et cela dans un environnement interallié particulièrement enrichissant et motivant. En effet, il entretient des relations étroites avec ses unités jumelées qu'elles appartiennent à la Bundeswehr à l'armée américaine ou belge.
Devenu 16e groupe de chasseurs (16e GC) en 1975, le bataillon va changer plusieurs fois de subordination au gré des restructurations que l'Armée de terre met en œuvre pour s'adapter à la situation internationale et plus particulièrement à la disparition du pacte de Varsovie : après avoir appartenu au 2e corps d'armée (Baden-Baden), puis au 1er corps d'armée (Metz) et enfin au 3e corps d'armée (Lille) ; d'abord au sein de la 1re division blindée (Trèves) puis de la 10e division blindée (Chalons-en-Champagne) et enfin de la 2e division blindée.
En ce qui concerne l'équipement en matériel majeur, dans les années 1970, le 16 utilise tous ceux de la gamme AMX-13 ; à partir des années 1980 arrivent les VAB, AMX-10 P et autres AMX-30. C'est également à cette époque qu'arrive le premier fusil d'assaut français, le FAMAS, qui remplace le pistolet mitrailleur MAT 49 et le fusil semi-automatique MAS 49-56, ainsi que leurs équipements associés (les brelages en cuir, dit brelages « pur porc ») qui auront marqués bien des générations de jeunes Français.

### Projections et armée de métier
C'est en 1992 que le bataillon participe pour la première fois de manière significative à ce qui va devenir au fil du temps les « opérations extérieures » (OPEX) : la 2e compagnie prend ses positions dans la région de Maslenica (en), sur la côte dalmate en Croatie.
La loi française interdisant d'envoyer des appelés en opération hors des frontières nationales, seuls ceux ayant signé un contrat peuvent participer à ce type d'opération, ce sont des volontaires services longs (VSL) ayant choisi de participer à une action extérieure, d'où l'appellation AVAE (appelés volontaires pour une action extérieure). Au sein du bataillon, le recrutement ne pose pas de problème : venant de toutes les unités comme de toutes les spécialités, ce sont chaque fois des unités de marche qui sont constituées.
En 1996, le Président de la République annonce la refonte de l'outil de défense et la suspension du service national. Faisant partie des unités maintenues à l'ordre de bataille, le 16e entame sa professionnalisation en janvier 1997 et l'achève quatre ans plus tard, en janvier 2001. Celle-ci, comme pour tous les régiments concernés de l'Armée de terre est grandement facilitée par la présence d'un fort contingent de VSL (au 16e ils étaient environ 300 à la fin de 1996).
Au gré des aléas de la situation internationale et grâce à la professionnalisation, les occasions de quitter la garnison sont nombreuses, que ce soit dans le cadre de compagnies isolées (Bosnie, république de Côte d'Ivoire, Kosovo, Guyane, Nouvelle-Calédonie, Afghanistan, Liban) dans celui d'un état-major tactique chef de corps en tête (Bosnie, Kosovo, République centrafricaine, Tchad, république de Côte d'Ivoire, Liban) ou bien encore en simple entraînement de durée moindre (Bulgarie, Roumanie, Slovaquie, Émirats arabes unis). Ainsi, au bout de quelques années, il est tout à fait banal qu'un chasseur soit allé plusieurs fois sur le même théâtre. Depuis 2014, le 16e bataillon de chasseurs participe significativement à l'opération Barkhane dans la bande sahélo-saharienne.
Unité de métier, aligné sur les structures de tous les régiments d'infanterie de l'Armée de terre, équipé des matériels les plus modernes avec les systèmes Fantassin à équipements et liaisons intégrés (FELIN) et Véhicule blindé de combat d'infanterie (VBCI), participant aux OPEX, le 16e n'avait plus rien à voir avec son appellation datant de la guerre froide (groupe de chasseurs) : c'est la raison pour laquelle il devient en 2002, le 16e bataillon de chasseurs, dernier et unique survivant des bataillons de chasseurs à pied, portés et mécanisés.
Afin de renouer avec ces traditions, le bataillon s’appelle 16e bataillon de chasseurs à pied depuis le 1er janvier 2019.

### Repères chronologiques
- 15 janvier 1854 : création du bataillon,
- 1855 - 1856 : campagne de Crimée ;
- 1860 - 1861 : expédition en Syrie ;
- 1870 - 1871 : guerre franco-prussienne ;
- 1914 - 1918 : Grande Guerre (7 citations, attribution de la fourragère rouge, inscription « Ramscapelle » au fanion) ;
- 1939 - 1940 : campagne de France (1 citation, inscription « Tannay » au fanion) ;
- 1944 - 1945 : combats pour la libération ;
- 1954 - 1959 : A.F.N.
- 1963 - 1968 : en garnison à Neustadt an der Weinstrasse.
- 1968 : installation à Saarburg, en Allemagne où le 16 restera en garnison pendant 42 ans.
- 1997 - 2000 : professionnalisation : les chasseurs d'active remplacent les appelés, multiples participations aux opérations extérieures (OPEX) ;
- 2010 : retour en France et installation à Bitche, en Moselle, en lieu et place du 57e régiment d'artillerie (dissous), poursuite de la participation aux OPEX.

## Chefs de corps
1. 1854 : Esmieux ;
2. 1858 : Ardant du Picq ;
3. 1863 : Guys ;
4. 1867 : D'Hugues ;
5. 1871 : Le Cer ;
6. 1872 : Potiron de Boisfleury ;
7. 1874 : Caillard ;
8. 1879 : Recamier ;
9. 1880 : Amos ;
10. 1883 : Blancq ;
11. 1888 : Cristiani de Ravaran ;
12. 1892 : Couilleau ;
13. 1893 : Laudan de Chirlochon ;
14. 1898 : de Feraudy ;
15. 1906 : Hallouin ;
16. 1907 : Sauvage ;
17. 1910 : Laignelot ;

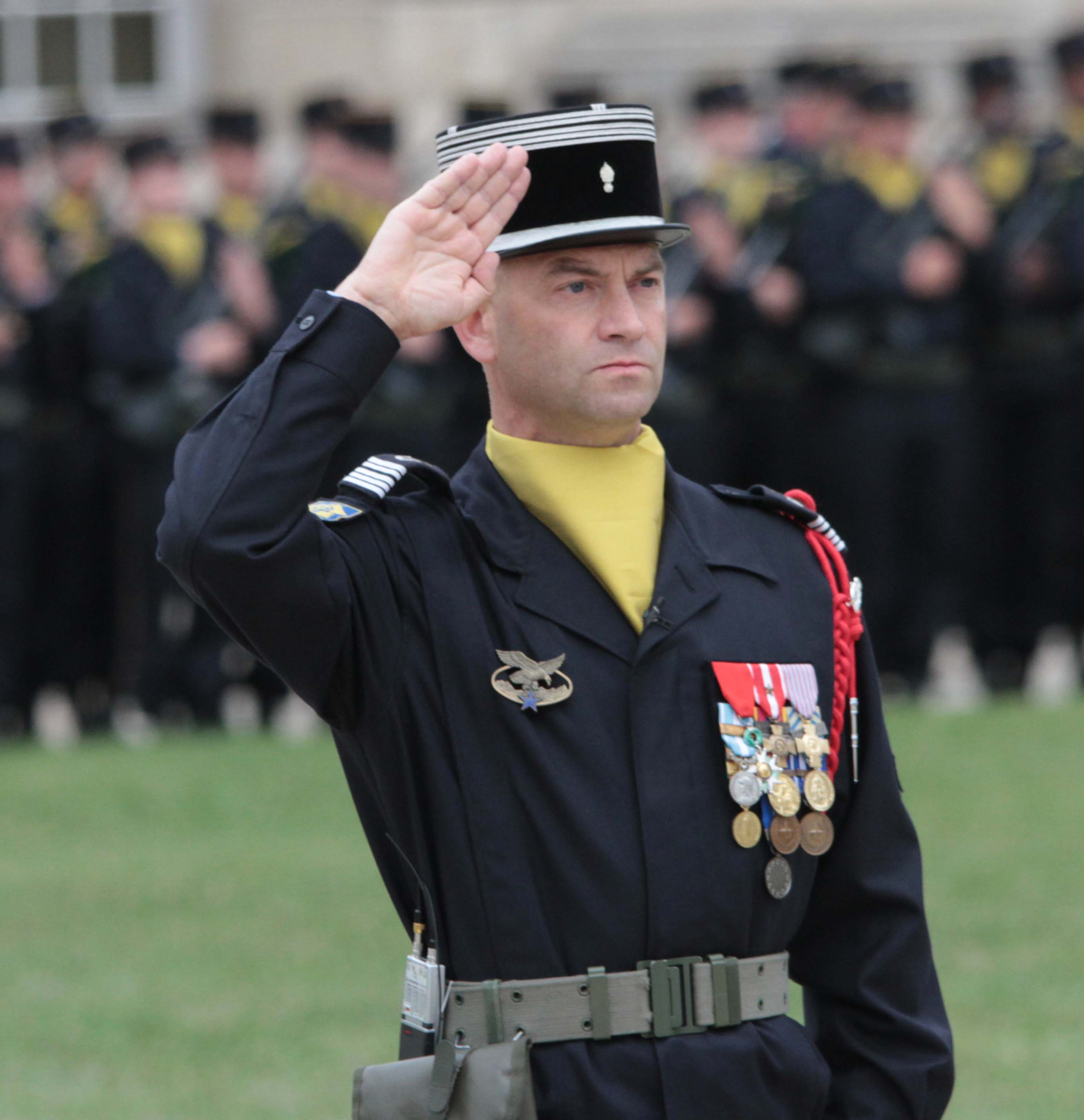
Colonel Geoffroy de Larouzière au château de Vincennes le 17 septembre 2011.

18. 1914 : Paul Chenèble (1867 - 1920) ;
19. 1914 : Poirel ;
20. 1915 : Bahzere de lanlay ;
21. 1915 : Mealin ;
22. 1916 : D'Aquin ;
23. 1919 : Clarion ;
24. 1928 : Crepin ;
25. 1930 : Magrin Vernerey (dit "Monclar") ;
26. 1931 : Berlon ;
27. 1933 : Maviel ;
28. 1935 : Cherriere ;
29. 1937 : de Warimghem ;
30. 1940 : de Font Reaulx ;
31. 1942 : Bigot ;
32. 1942 : Aubry ;
33. 1945 : Varret ;
34. 1947 : Blanchard ;
35. 1948 : Arnould ;
36. 1950 : Salle ;
37. 1952 : Frappe ;
38. 1953 : Le Josne ;
39. 1954 : Michel ;
40. 1956 : du Broca ;
41. 1958 : Rogere ;
42. 1962 : Gastine ;
43. 1964 : Hubert ;
44. 1966 : Collin ;
45. 1968 : Brem ;
46. 1970 : Bosshardt;
47. 1972 : Magne ;
48. 1974 : Imbert ;
49. 1973 : David ;
50. 1978 : de Bouet de Portal ;
51. 1980 : Fietier ;
52. 1982 : de la Roque ;
53. 1984 : Clerc ;
54. 1986 : Muriel ;
55. 1988 : Rageot ;
56. 1990 : Ollion ;
57. 1992 : Py ;
58. 1994 : Wood ;
59. 1996 : Thomas ;
60. 1998 : Patrick Ribayrol ; Général de corps d'armée, Gouverneur militaire de Metz
61. 2000 : Benoit de Courrèges d'Agnos ;
62. 2002 : Bruno Le Ray ; Général de corps d'armée, il est le 138ᵉ gouverneur militaire de Paris du 1ᵉʳ août 2015 au 30 juillet 2020.
63. 2004 : Bernard Barrera qui, en 2013, assure le commandement de la force terrestre de l'Opération Serval ;
64. 2006 : Rémi Seigle ;
65. 2008 : Franck Nicol ;
66. 2010 : Geoffroy de Larouzière ;
67. 2012 : Didier Leurs
68. 2014 : Lionel Meny ;
69. 2016 : François Mariotti
70. 2018 : Thibaut Lemerle
71. 2020 : Grégoire Hubsch
72. 2022 : Benoit Chrissement
73. 2025 .Colonel Hours

Remarque : parmi ces chefs de corps, la plupart ont été promus officiers généraux et certains ont occupé des postes de haute responsabilité au sein de l'Armée de terre.

## Traditions

### Insigne

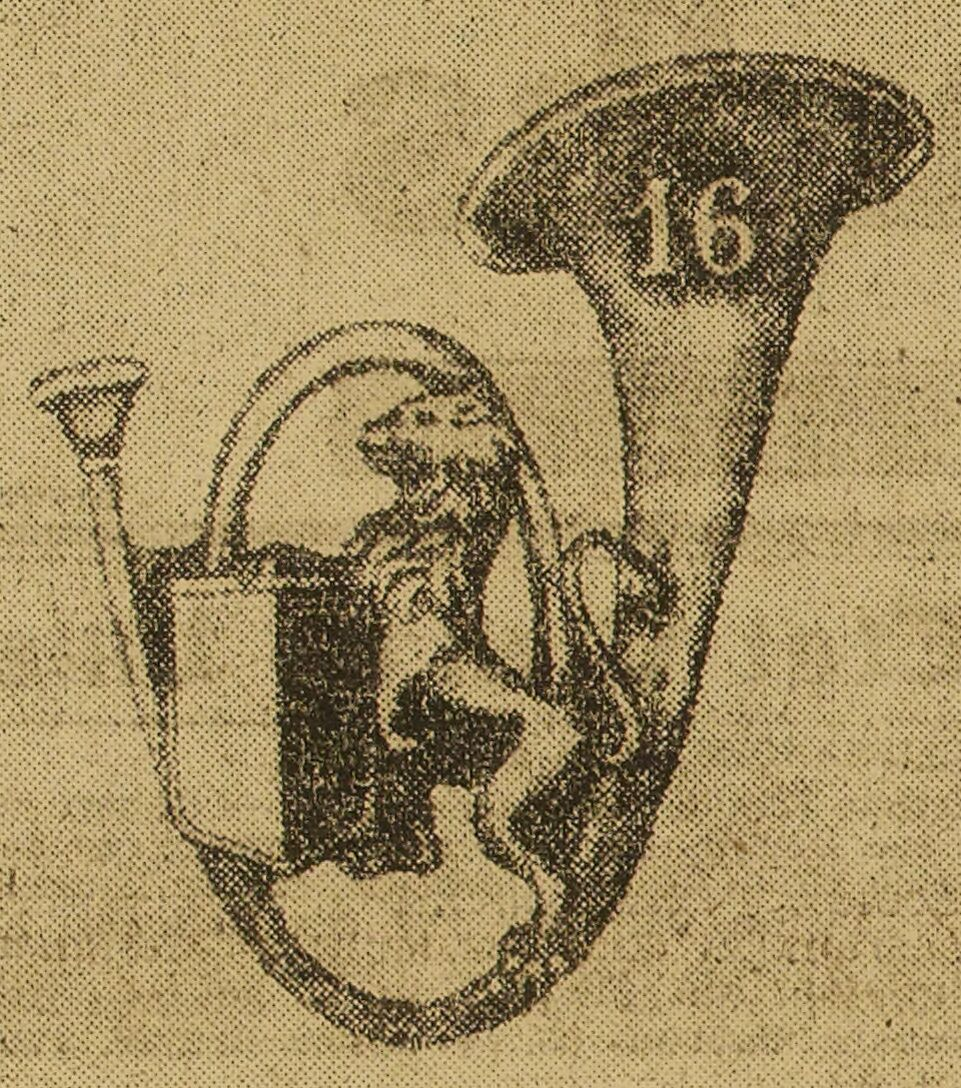
Première version de l'insigne du 16e BCP (1927).

L'insigne actuel du bataillon d’acier se compose d'un cor de chasse portant sur le pavillon le chiffre « 16 » et, dans son enroulement, un lion héraldique dressé, tenant dans sa griffe gauche un écu orné d'une roue dentée qui porte en son centre les armes de la ville de Metz.
- Le cor de chasse est commun à tous les bataillons de chasseurs
- Le lion des Flandres rappelle que le 16 a tenu garnison à Lille de 1877 à 1913
- L'écu orné d'une roue dentée rappelle qu'en 1940 le 16 a appartenu à une division cuirassée (3e DCR)
- Les armes de la ville de Metz (sable et argent) rappellent que le 16 a séjourné dans cette ville de 1919 à 1931 et a participé à sa libération en 1944

Nota : le 16e bataillon de chasseurs à pied est l'un des quatre bataillons des divisions cuirassées de 1940 : avec les 4e, 5e et 17e BC, son personnel a le privilège de porter le béret noir en lieu et place du béret bleu foncé[réf. nécessaire].
La première version de l'insigne, similaire à l'actuel (cor, lion des Flandres et armes de Metz) mais sans la roue dentée, est créée en 1927.

### Devise
Contrairement à la majorité des régiments de l'armée française, les bataillons de chasseurs n'ont pas de devise au sens strict du terme.
En revanche, ils ont chacun un refrain.
Ces refrains, écrits avant et pendant la Première Guerre mondiale, visent à résumer en quelques mots la « personnalité » du bataillon. Leur origine se perd dans l'histoire, anecdotique ou héroïque, de chacun d'entre eux.
« Seizième bataillon de chasseurs à pied, seizième bataillon d'acier » : tel est le refrain du 16 en l'honneur des combats de Ramscapelle.
Ce refrain est souvent accompagné du cri de ralliement poussé par une voix de stentor « Et le 16 est toujours ? », « D’acier ! » répondent en chœur les chasseurs présents.

### Drapeau
À l'instar des autres bataillons de chasseurs de l'armée française, le 16e BCP ne dispose pas d'un drapeau propre. En effet, en témoignage de leur unité et de leur cohésion, les bataillons de chasseurs se sont vus attribuer un seul et même emblème dès leur création. Sur ce drapeau sont inscrits les hauts faits d'armes réalisés par les chasseurs. De fait, il est l'un des plus décorés de l'armée française.
Chaque bataillon assure à tour de rôle la garde du drapeau pendant une année. De nos jours, la cérémonie de passation de ce drapeau se déroule à l'occasion de la commémoration des combats de Sidi-Brahim qui a lieu, au château de Vincennes, berceau des Chasseurs.
Si les bataillons de chasseurs n'ont pas un drapeau qui leur est propre, chaque bataillon possède en revanche son propre fanion sur lequel sont inscrits les faits d'armes dudit bataillon. Ainsi, le fanion du 16e BCP est-il décoré de la croix de guerre 14-18 (avec six palmes et une étoile de vermeil) et de la croix de guerre 39-45 (avec une palme). Il est en outre orné de la fourragère rouge. En ses plis sont inscrits les lieux des batailles où les anciens se sont particulièrement illustrés : Ramscapelle et « Tannay ».

### Décorations
Au cours de la Grande Guerre, le 16e bataillon de chasseurs est cité sept fois à l'ordre de l'armée, ce qui lui vaut l'attribution de la fourragère à la couleur du ruban de la Légion d'honneur (familièrement appelée « fourragère rouge »).
Au cours de la Seconde Guerre mondiale, le 16 reçoit une citation pour sa brillante participation à la campagne de France.
Le 20 novembre 1944, le 16e BCP, commandé par le sous-lieutenant Hugel, entre dans Metz occupé. Il se dirige vers l'hôtel du gouverneur pour retirer le drapeau nazi et y hisser le drapeau français.
Le 13 janvier 2012, le ministre de la Défense et des Anciens combattants, en présence du chef d’état-major de l’armée de terre, décore le fanion de la 2e compagnie du 16e bataillon de chasseurs de la croix de la Croix de la Valeur militaire avec palme (au titre de l'opération Licorne). Cette remise de décoration récompense les actions de la compagnie lors de son séjour en Côte d’Ivoire en 2011. Entre mars et avril, la compagnie a en effet permis l’évacuation de 2 500 ressortissants français et étrangers d’Abidjan, avant de rétablir l’ordre et de confier le contrôle de la ville aux forces gouvernementales.
Le 2 avril 2022, le chef d’état-major de l’armée de terre décore le fanion du 16e bataillon de chasseurs à pied de la Croix de la Valeur militaire pour ses faits d’armes exemplaires en République centrafricaine durant l’opération Sangaris (2013-2016).

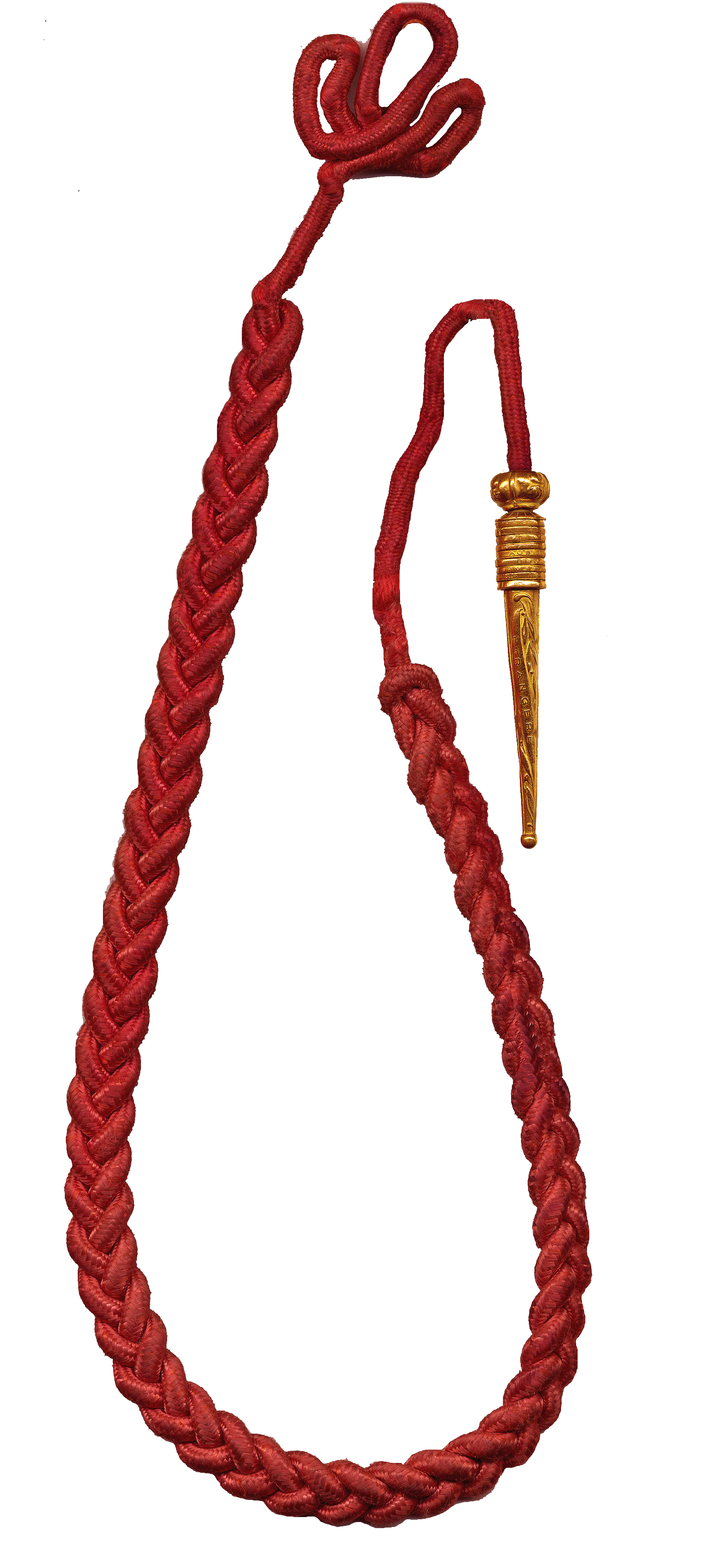
La fourragère à la couleur du ruban de la Légion d'honneur.
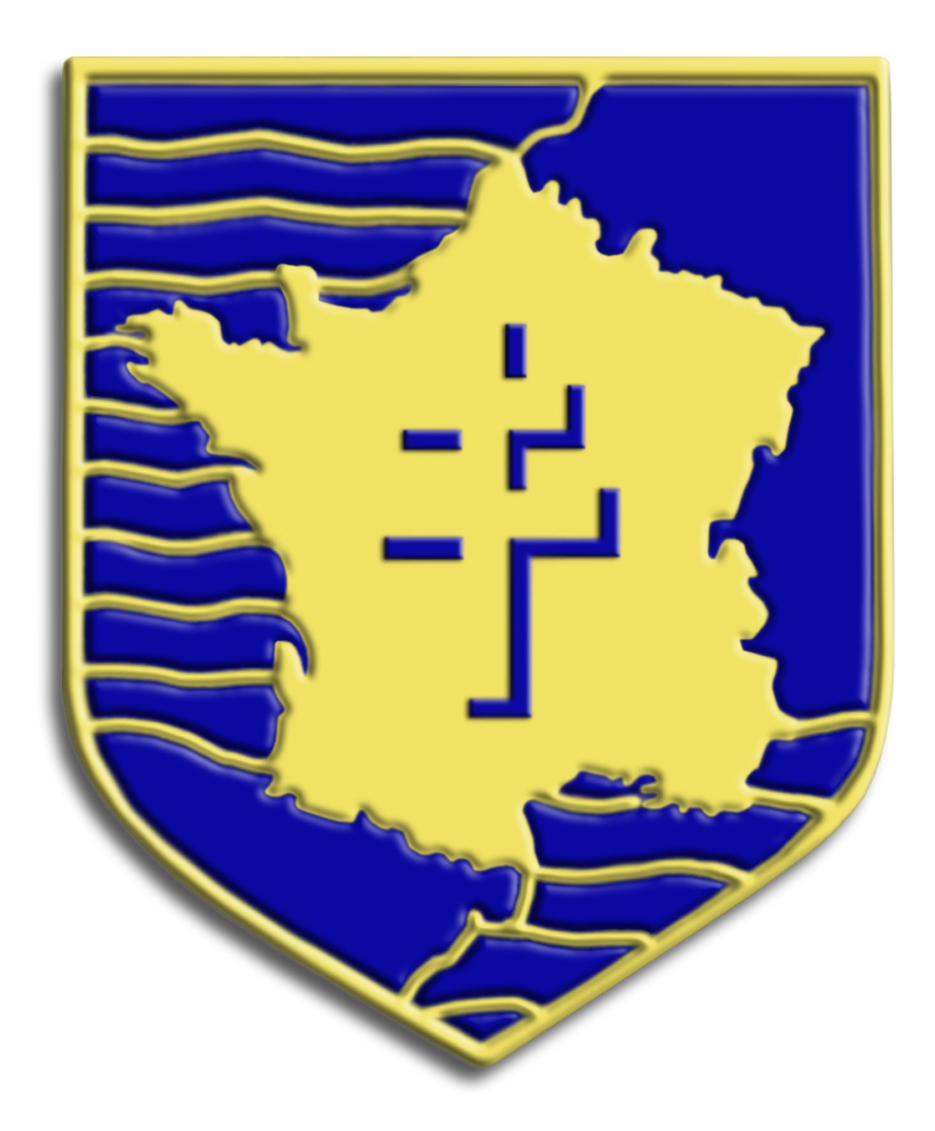
Insigne de la 2e brigade blindée.

### Chant
Les bataillons de chasseurs, contrairement à la plupart des régiments d'infanterie, ne possèdent pas de chant propre. Traditionnellement le personnel interprète les deux chants chasseurs par excellence que sont La Sidi-Brahim, ou Sidi-Brahim, et La protestation des chasseurs ou La protestation. En outre, chaque bataillon a son propre refrain, comme explicité ci-dessus.

## Faits d'armes faisant particulièrement honneur au bataillon
Les faits d'armes des chasseurs du 16 sont nombreux, comme l'indique la fourragère rouge qui orne son fanion.
Toutefois, les deux plus marquants sont indéniablement la prise du village de Ramscapelle en 1914 et la défense de Tannay en 1940, dans les jours qui suivent la bataille de Stonne.
Les noms de ces deux combats héroïques sont inscrits en lettre d'argent dans les plis de son fanion.

## Personnalités ayant servi au sein du bataillon
- Antoine Gentili alors chef du bataillon.
- Paul Flatters militaire et explorateur.
- Charles Ardant du Picq a été le second chef de corps du bataillon. Tué le 15 août 1870, à Gravelotte, à la tête du 10e d'Infanterie, il est l'auteur d'un ouvrage toujours d'actualité, intitulé : Études sur le combat. Dans ce livre, travail de toute une vie, le colonel Charles Ardant du Picq donne à l'homme la place qui est la sienne dans la guerre en écrivant : « Le combat est le but des armées et l’homme est l’instrument premier du combat » ou bien encore « Il arrive souvent que les gens qui traitent de la guerre, prenant l’arme comme point de départ, s’imaginent que l’homme en fera toujours l’emploi prévu par leurs règles et préceptes… Mais l’homme ainsi conçu est l’homme des spéculations de cabinet, l’homme calme, reposé, repu, attentif, obéissant, des terrains d’exercice et des champs de manœuvre, mais non cet être nerveux, surexcité, mobile, s’échappant à lui-même, qui du chef au soldat, est le combattant ». Il est le premier auteur à insister sur la dimension psychologique, sur la peur et les tourments qui frappent le combattant, en rappelant l’importance du ressenti et la prééminence de la passion sur la raison lorsque la bataille fait rage. Autant d'éléments qui constituent ce que l'on appelle aujourd'hui « le moral » et qui orientent toujours les réflexions, notamment aux États-Unis.
- Raoul Magrin-Vernerey, dit « Monclar », né le 7 février en 1892 à Budapest, en Hongrie, a été le 25e chef de corps du bataillon. Figure légendaire de la Légion étrangère, tant pour ses titres de guerre, ses campagnes, ses blessures que ses très nombreuses décorations, le général de corps d'armée Raoul Magrin-Vernerey repose aujourd'hui dans la crypte des Invalides. Cet homme exceptionnel est l'auteur d'un remarqué Catéchisme du légionnaire. Il est également réputé pour avoir échangé, en 1951, ses étoiles de général pour des galons de simple lieutenant-colonel afin de prendre le commandement du bataillon français mis à la disposition de l'ONU, en Corée. Il a donné son nom à une promotion de l'École spéciale militaire de Saint-Cyr.
- Charles Delestraint a commencé sa carrière militaire en choisissant de servir au 16e bataillon de Chasseurs après sa formation de Saint-Cyrien et de jeune officier, le 1er octobre 1900. Le général Delestraint est connu pour son refus de l'armistice, de l'occupation et du nazisme. Contacté par Jean Moulin le 28 août 1942, il s'entend avec lui sur l'opportunité de séparer, au sein de la résistance, le politique du militaire. Le 11 novembre 1942, il devient sous le pseudonyme de Vidal, le chef de l'armée secrète qui regroupe les éléments combattants des réseaux Combat, Libération et Franc-Tireur. Il entre alors dans la clandestinité et s'installe à Lyon, près du siège de la Gestapo. Il constitue l'état-major de l'armée secrète : Frenay, le commandant Castaldo, le général Desmazes, Hardy, Aubrac, Lassagne. Au mois de février 1943, il se rend à Londres avec Jean Moulin afin de coordonner l'action de l'Armée secrète avec celles du commandant inter-allié. De retour en France, il développe les maquis, en particulier celui du Vercors. Travaillant inlassablement à l'unification et à la cohésion opérationnelle de ses troupes, Vidal privilégie la préparation du jour de préférence à l'action démonstrative et ponctuelle. Le 15 mars 1943, son état-major est sévèrement décapité par une série d'arrestations. Le mardi 9 juin 1943, le général Delestraint est arrêté par l'Abwehr au métro Muette alors qu'il se rendait à un rendez-vous clandestin. Après neuf mois d'instruction, durant lesquels il ne révéla aucune information, il est déféré devant le tribunal de Breslau et interné le 10 mars 1944 au camp de concentration de Natzweiler-Struthof sous le statut de Nacht und Nabel. Devant l'avance des alliés, les prisonniers furent déplacés au camp de Dachau : c'est là qu'il est froidement exécuté le 19 avril 1945.
- Jean-Marie Curtil, résistant.
- Marie Gustave Victor René Alfred Texier.

## Le bataillon aujourd'hui
En effet, pour faire face à des engagements de plus en plus complexes et à des missions exigeantes et éprouvantes, le 16 s'entraîne sans relâche. Cet effort est payant puisque le Bataillon parvient admirablement à donner la preuve de sa disponibilité, de sa capacité opérationnelle et de sa faculté d’adaptation, répondant ainsi parfaitement aux nouvelles exigences de l’infanterie.
Bien loin d’être remise en question, sa spécificité mécanisée demeure d’actualité, et démontre sa pertinence dans les engagements modernes, jusque dans les opérations de basse intensité. La capacité du 16 à la faire valoir encore aujourd’hui relève du défi, et témoigne d’une professionnalisation réussie.

### Subordination
Le 16e BCP appartient à la 2e brigade blindée de la 3e division.
Son soutien est assuré par le groupement de soutien de la base de défense de Phalsbourg et la formation initiale des chasseurs d'active est effectuée au CFIM - 12e régiment de chasseurs d'Afrique implanté au camp militaire de Bitche.

### Composition
Le 16e bataillon de chasseurs à pied comprend aujourd'hui 1 200 chasseurs (50 officiers, 250 sous-officiers, 800 chasseurs d'active) et 28 civils.
4 compagnies d'infanterie sur VBCI à 4 sections, dont une section d'appui ;
1 compagnie d'appui (CA) avec 1 section d'appui direct (SAD), 1 section tireurs d'élite (STE), 1 section d'aide à l'engagement débarqué (SAED);
1 compagnie de commandement et de logistique;
1 compagnie de réserve.

### Missions
Le 16e BCP est prioritairement destiné au combat de haute intensité dans l'environnement du char Leclerc et de l'hélicoptère Tigre. Pour remplir les missions qui pourraient lui être confiées dans ce cadre, le 16 met en œuvre le véhicule blindé de combat d'infanterie (VBCI).

### Matériels

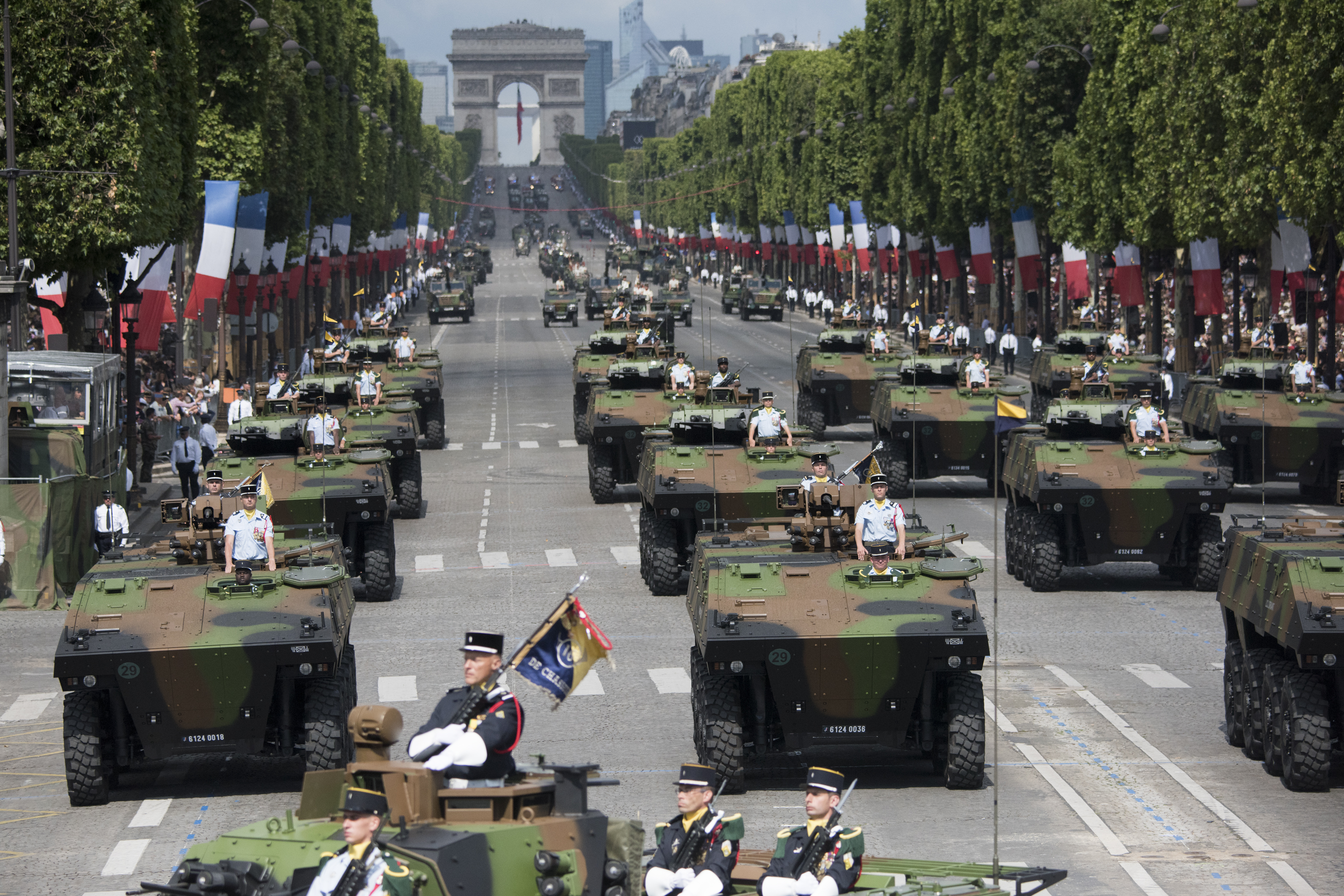
Défilé du 14 juillet 2017 à Paris. Au premier plan, des VBCI du 16e bataillon de chasseurs.

#### Véhicules
L'unité est équipée d'environ 200 véhicules de tous types (Véhicule blindé de combat d'infanterie (VBCI), Véhicule de l'avant blindé (VAB), Véhicule blindé léger (VBL), TRM 10000, GBC 180, TRM 2000, Petit véhicule protégé (PVP) Peugeot P4, VT4, VAB SAN, VL, motos…).

#### Armement
- FAMAS et HK 416-F ;
- GLOCK-17FR
- HK 417
- FN SCAR-H PR
- MAG 58
- Fusils de tireur d'élite FR-F2 de 7,62 mm et PGM Hécate II de 12,7 ;
- Lance-roquettes antichar AT4CS (utilisables en espace clos) ;
- Missiles (Eryx et Milan (missile) AKERON MP;
- canons de 25 mm du VBCI ;
- Mortiers de 81 mm ;
- Lance-grenades individuels HK269 (LGI).

#### Autres équipements
- Matériels de transmissions sophistiqués de 4e génération ;
- Appareils de vision nocturne à intensification de lumière ;
- Lunettes thermiques ;
- Informatique avec un parc de plus 80 PC.

### Stationnement
Depuis sa création, le 16e bataillon de chasseurs à pied a occupé les garnisons suivantes :
- 1854 : Grenoble,
- 1855 : Auxonne,
- 1857 : Toulouse,
- 1861 : Vincennes,
- 1863 : Paris,
- 1866 : Strasbourg,
- 1869 : Besançon,
- 1871 : Lyon,
- 1873 : Clermont-Ferrand,
- 1876 : Embrun,
- 1877 : Lille,
- 1913 : Labry,
- 1919 : Longeville-lès-Metz,
- 1931 : Saint-Avold,
- 1936 : Toul,
- 1942 : Limoges,
- 1945 : Egreville,
- 1946 : Arras,
- 1958 : Agadir,
- 1960 : Neustadt an der Weinstraße,
- 1968 : Saarburg,
- 2010 : Bitche.

## Sources et bibliographie
- Études sur le combat, Charles Ardant du Picq, 1881 (nombreuses rééditions).
- Le Liban et l'expédition française en Syrie, 1860-1861. Documents inédits du général A. Ducrot (1921).
- 5 siècles d'infanterie française, général Craplet, éditions ADDIM (1967).
- Le Fantassin de France, général Bertin, SHADT BIP éditions (1988).
- Ramscapelle : le 16me bataillon de chasseurs à pied, 1er aout 1914-11 novembre 1918, Saint-Avold, Dary, 32 p., lire en ligne sur Gallica.
- Philippe Masson, Histoire de l'armée française : de 1914 à nos jours, Paris, Libr. académique Perrin, coll. « Tempus » (no 13), 2002 (réimpr. 1999), 507 p. (ISBN 978-2-262-01888-7).
- Historiques du 16e BC, 1998 et 2006 (ce dernier paru aux éditions Lavauzelle).
- Le 16e bataillon de chasseurs portés à Tannay et à Perthes Édition spéciale réalisée par l'association ARDENNES 1940, à ceux qui ont résisté.